# FC Getafe

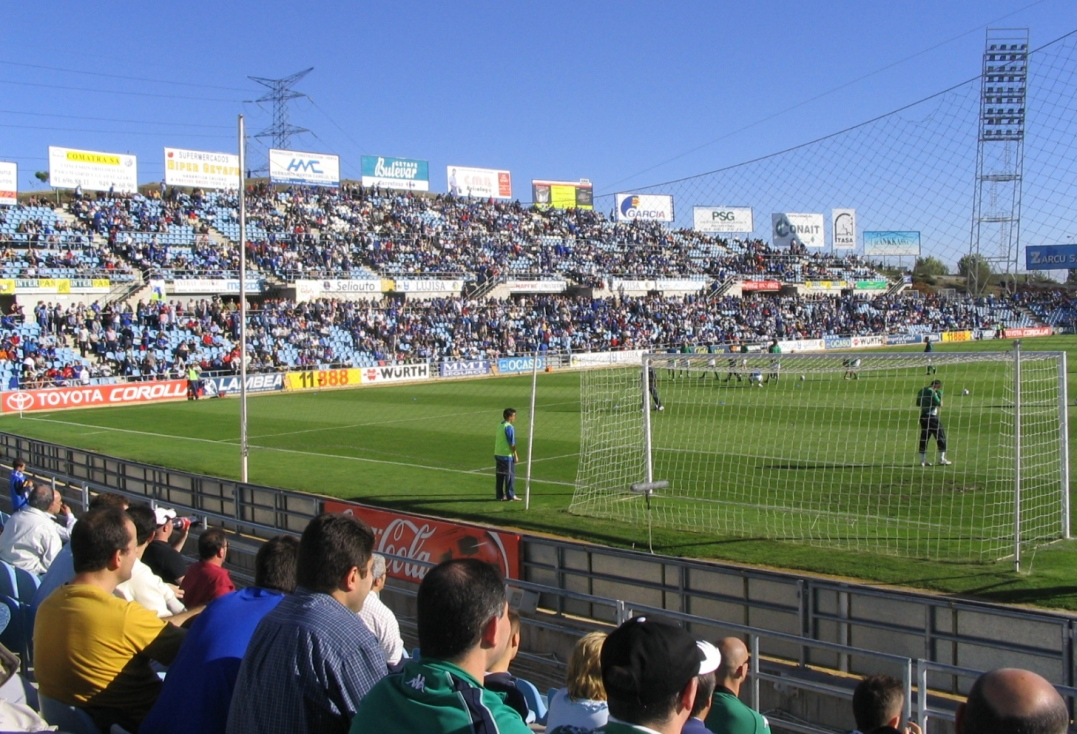
Heimspiel im Coliseum

Der FC Getafe [xeˈtafe] (offiziell Getafe Club de Fútbol S.A.D.) ist ein spanischer Fußballverein (Sport-Aktiengesellschaft) aus Getafe, einer Vorstadt von Madrid. Er wurde 1983 gegründet. Seit der Saison 2004/05 spielte die erste Mannschaft in der Primera División, unterbrochen nur durch ein Abstiegsjahr in der  Saison 2016/17. Getafe spielt ganz in Dunkelblau, ganz in Rot oder ganz in Gelb. Heimstadion ist das Coliseum, das 17.000 Zuschauern Platz bietet.

## Geschichte

### 20. Jahrhundert
1945 wurde in Getafe der Fußballverein Club Getafe Deportivo gegründet, dessen Mannschaft 1956/57 in die dritte Liga aufstieg und im Jahr darauf nur knapp den Aufstieg in die zweite Liga verpasste. Bis in die 1970er Jahre spielte der Verein drittklassig, bis er nach einem sportlichen Niedergang 1976 aufgelöst wurde. Die Verbindung dieses Vereins zum FC Getafe ist eher personell als institutionell, d. h., es handelt sich um keinen Vorgängerverein, aber zahlreiche ehemalige Aktive des Club Getafe Deportivo spielten später beim FC Getafe eine Rolle.
Der Vorgängerverein des FC Getafe wurde 1976 unter dem Namen Peña Madridista Getafe, ursprünglich ein Fanklub von Real Madrid, registriert. Seit 1980 traten die Mannschaften unter dem Namen Deportivo Peña Getafe an. Nach der Fusion mit Club Getafe Promesas 1982 entstand schließlich im August 1983 der Getafe CF.
In der Saison 1986/87 stieg der FC Getafe in die drittklassige Segunda B auf. 1993/94 folgte der erstmalige Aufstieg in die zweite Liga. Hier stieg man in den Folgejahren zweimal ab und wieder auf, letztmals in der Saison 2001/02.

### 21. Jahrhundert

Leistungen des FC Getafe in der Liga 1929-heute

In der Saison 2003/04 gelang erstmals der Aufstieg in die Primera División. Nachdem die Mannschaft in ihrer ersten Erstligasaison auf dem 13. Platz den Klassenerhalt sicherte, belegte sie in der Saison 2005/06 den neunten Platz und spielte damit auch 2006/07 unter dem deutschen Trainer Bernd Schuster erstklassig. 2007 erreichte der Klub erstmals das Finale der Copa del Rey, als nach einer 2:5-Hinspielniederlage der FC Barcelona im Halbfinalrückspiel 4:0 geschlagen werden konnte. Der Verein verlor das Finale mit 0:1 gegen den FC Sevilla.
Getafe startete trotz dieser Niederlage 2007/08 zum ersten Mal im UEFA-Pokal, da sich der FC Sevilla für die Champions League qualifiziert hatte. Im ersten Spiel auf internationalem Niveau bezwang man den FC Twente Enschede daheim mit 1:0. Auswärts verlor man zwar mit 2:3, durfte aber aufgrund der Auswärtstorregel weiterspielen. Anschließend wurde man in einer Gruppe mit Tottenham Hotspur (2:1 auswärts), Hapoel Tel Aviv (1:2 daheim), Aalborg BK (2:1 auswärts) und RSC Anderlecht (2:1 daheim) Gruppensieger. Auch darüber hinaus sorgte Getafe weiter für Furore, als man sich im Sechzehntelfinale gegen AEK Athen (1:1 a; 3:0 h) und im Achtelfinale gegen Benfica Lissabon (2:1 a; 1:0 h) durchsetzen konnte. Erst im Viertelfinale schied man wegen der Auswärtstorregel (1:1 a; 3:3 h) gegen den FC Bayern München aus.
2008 erreichte der Klub zum zweiten Mal in Folge das Finale der Copa del Rey. Der Verein verlor das Finale mit 1:3 gegen den FC Valencia. Zwischenzeitlich belegte man in der Primera División nur den 14. Platz. Auch die folgende Saison 2008/09 verlief wenig erfolgreich, bis zur letzten Runde war der FC Getafe in den Abstiegskampf verwickelt.
Die Saison 2009/10 wurde auf Platz 6 beendet, womit Getafe wieder international mitwirken durfte. Im Play-off der UEFA Europa League 2010/11 setzten sich die Spanier mit einem 1:0-Heimsieg und einem 1:1-Unentschieden nach Verlängerung gegen APOEL Nikosia durch. In einer Gruppe mit dem VfB Stuttgart, dem BSC Young Boys und dem Odense BK reichte es nur für Platz 3 und für das damit verbundene frühzeitige Ausscheiden.
Am 21. April 2011 wurde bekanntgegeben, dass der Verein zu 100 Prozent an die Royal Emirates Group of Companies aus Dubai (VAE) verkauft wurde. Ziel des Vereins ist es nun, in Spanien „ein Verein der Spitzenklasse hinter Real Madrid und dem FC Barcelona“ zu werden, wie Präsident Ángel Torres Sánchez nach der Vertragsunterzeichnung sagte.

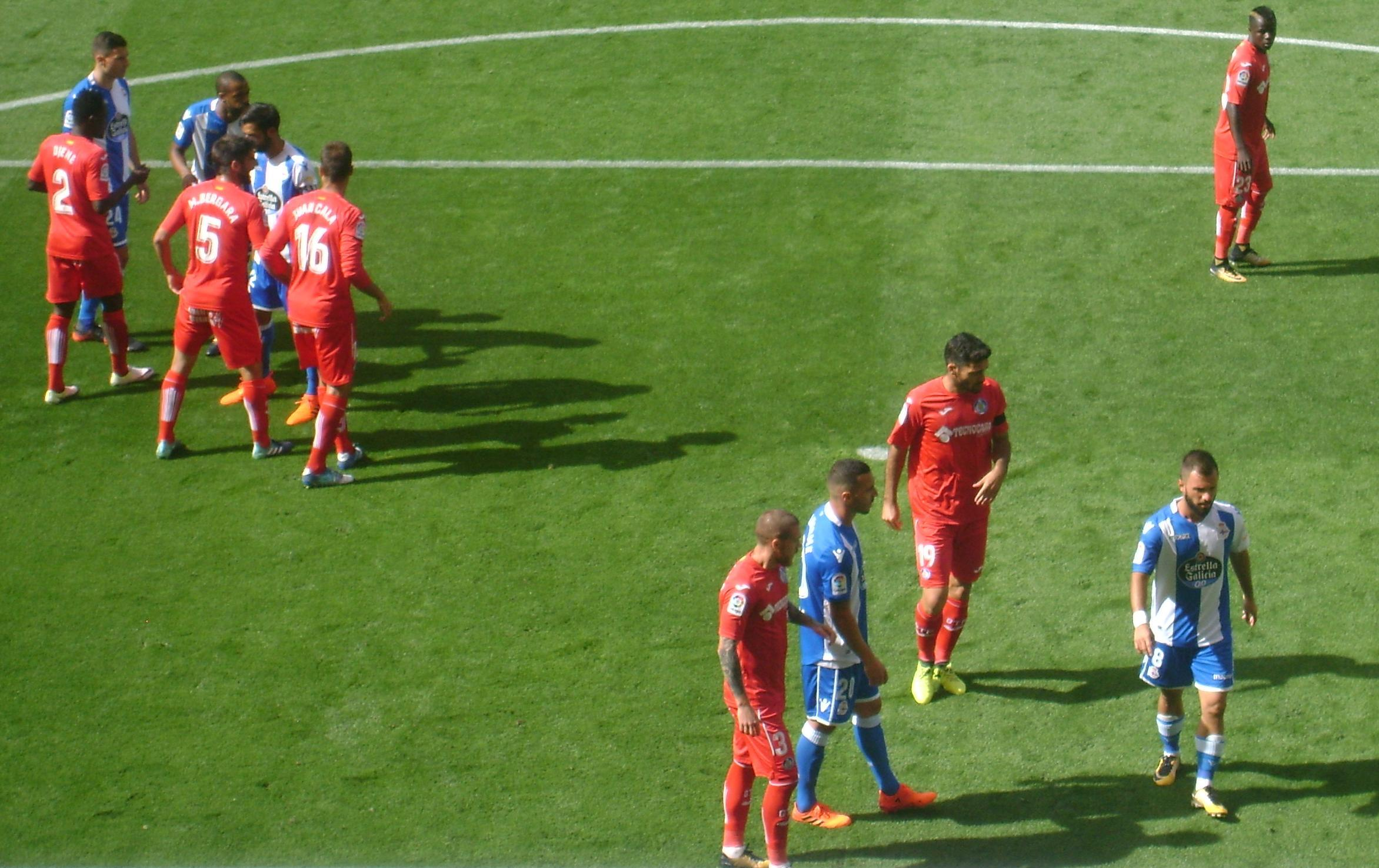
Deportivo La Coruña vs. Getafe CF.

Im August 2011 startete der FC Getafe eine kontroverse Kampagne. Der Club produzierte den Film Zombies Calientes de Getafe (etwa „Scharfe Zombiebräute aus Getafe“) um seine Fans anzuregen, für mehr Nachwuchs zu sorgen. Ziel und Erfolg der Kampagne war ein Anstieg der Dauerkartenverkäufe.
Der Plan ging vorerst nicht auf, da sich Getafe höchstens im Tabellenmittelfeld etablieren konnte. Nach zwölf Jahren Primera División stieg der Verein am Ende der Spielzeit 2015/16 als Vorletzter der Schlusstabelle in die Segunda División ab. Dort schaffte man in der Folgesaison den Wiederaufstieg. Als Drittplatzierter spielte Getafe in Play-offs um den Aufstieg, bezwang hierbei SD Huesca (2:2 a; 3:0 h) sowie CD Teneriffa (0:1 a; 3:1 h).
In der Saison 2017/18 wurde der FC Getafe Achter, verpasste die Europacupränge um nur drei Punkte. In der Saison 2018/19 konnte der 5. Platz erreicht werden, was bis heute der besten Platzierung der Vereinsgeschichte entspricht. Getafe war damit für die Gruppenphase der UEFA Europa League 2019/20 qualifiziert. Nach einem zweiten Platz in einer Gruppe mit dem FC Basel, dem FK Krasnodar und Trabzonspor rückte man in die Play-off-Phase vor. Im Sechzehntelfinale konnte gegen Ajax Amsterdam (2:0 h; 1:2 a) gewonnen und damit das Achtelfinale gegen Inter Mailand erreicht werden. Wegen der COVID-19-Pandemie kam es zu Spielabsagen, die insbesondere wegen der Situation in Italien auch Mailand betraf, weshalb das bereits abgesagte Hinspiel in nur einer Partie entschieden wurde. Das Spiel, das Getafe 0:2 verlor, fand in der Arena AufSchalke in Gelsenkirchen statt.
Die Saison 2019/20 beendete Getafe auf Platz 8 mit 54 Punkten und einer Bilanz von 14 Siegen und je 12 Niederlagen und Unterschieden. Die Europacupränge wurden um bloß zwei Zähler verpasst. Nachdem Getafe die Saison 2020/21 auf dem 15. Platz mit 9 Siegen, 11 Unentschieden und 18 Niederlagen abschloss, wurde Trainer Míchel entlassen und durch Quique Sánchez Flores ersetzt, der einen Dreijahresvertrag erhielt. In diesen beiden Spielzeiten schied Getafe jeweils in der 2. Runde des Copa del Rey gegen einen Drittligisten aus. 2019/20 unterlag man beim CF Badalona mit 0:2; in der Folgesaison war es wiederum der FC Córdoba, der mit 1:0 triumphierte.
Unter Sánchez Flores verlor Getafe anfangs völlig den Faden und damit auch alle der ersten sieben Ligaspiele der Saison 2021/22. Den ersten Sieg feierte man erst am 12. Spieltag mit einem 2:1 gegen Espanyol Barcelona. Der Tiefpunkt war hierbei das erneute Ausscheiden in der 2. Runde des Copa del Rey. Diesmal unterlag man dem Drittligisten Atlético Baleares mit 0:5. Trotzdem entschloss man sich dazu, Sánchez Flores weiterhin als Trainer zu behalten. Zu Jahresbeginn 2022 gelang ein 1:0-Erfolg im kleinen Stadtderby gegen Real Madrid. Folglich ging das Leistungsniveau wieder leicht aufwärts. Am Ende stand erneut ein 15. Platz zu Buche, jedoch mit nur einem Punkt Vorsprung auf den ersten Abstiegsplatz.
In der Saison 2022/23 waren die Leistungen im Vergleich zur Vorsaison nur bedingt besser. Das ursprünglich angestrebte Ziel, Getafe zu einem Spitzenverein Spaniens zu machen, schien mittlerweile vom Tisch zu sein. Zum dritten Mal in Folge reichte es nur für Platz 15, diesmal mit zwei Punkten Vorsprung auf den ersten Abstiegsplatz. Bereits im April 2023 wurde Sánchez Flores nach einer 1:2-Niederlage gegen Abstiegskandidat UD Alméria durch José Bordalás (Pepe) ersetzt, der vor Sánchez Flores bereits fünf Jahre lang als Cheftrainer bei Getafe tätig war. Unter ihm stabilisierten sich die Leistungen des Klubs wieder etwas mehr. Das Hauptaugenmerk lag für Getafe nicht mehr im Abstiegskampf, da man sich konstant im Tabellenmittelfeld halten konnte. Zudem erreichte man erstmals seit fünf Jahren das Achtelfinale der Copa del Rey, wo man jedoch mit 1:3 dem FC Sevilla unterlag. Getafe beendete die Ligasaison auf dem zwölften Platz.

## Coliseum
Der Klub trägt seine Heimspiele im Coliseum aus. Dieses bietet nach mehreren Renovierungen 16.800 Sitzplätze.

## Fans
Die Zahl der Getafe-Fans, die gemeinhin als Marea Azul oder Azulones bezeichnet werden, ist mit dem Erfolg der Mannschaft in den letzten Jahren stetig gestiegen. Es gibt 18 Peñas („Fanclubs“) und 12.000 Socios („Mitglieder“).

## Erfolge
- Vize-Pokalsieger 2007, 0:1 gegen den FC Sevilla
- Viertelfinale UEFA-Pokal 2008, mit 1:1 (Hinspiel in München, 3. April) und 3:3 n. V. (in Getafe, 10. April) gegen den FC Bayern München ausgeschieden.
- Vize-Pokalsieger 2008, 1:3 gegen den FC Valencia

## Europapokalbilanz
| Saison  | Wettbewerb         | Runde             | Gegner             | Gesamt    | Hin     | Rück          |
| ------- | ------------------ | ----------------- | ------------------ | --------- | ------- | ------------- |
| 2007/08 | UEFA-Pokal         | 1. Runde          | FC Twente Enschede | (a)3:3(a) | 1:0 (H) | 2:3 n. V. (A) |
| 2007/08 | UEFA-Pokal         | Gruppenphase      | Tottenham Hotspur  | 2:1       | 2:1 (A) | 2:1 (A)       |
| 2007/08 | UEFA-Pokal         | Gruppenphase      | Hapoel Tel Aviv    | 1:2       | 1:2 (H) | 1:2 (H)       |
| 2007/08 | UEFA-Pokal         | Gruppenphase      | Aalborg BK         | 2:1       | 2:1 (A) | 2:1 (A)       |
| 2007/08 | UEFA-Pokal         | Gruppenphase      | RSC Anderlecht     | 2:1       | 2:1 (H) | 2:1 (H)       |
| 2007/08 | UEFA-Pokal         | Sechzehntelfinale | AEK Athen          | 4:1       | 1:1 (A) | 3:0 (H)       |
| 2007/08 | UEFA-Pokal         | Achtelfinale      | Benfica Lissabon   | 3:1       | 2:1 (A) | 1:0 (H)       |
| 2007/08 | UEFA-Pokal         | Viertelfinale     | FC Bayern München  | (a)4:4(a) | 1:1 (A) | 3:3 n. V. (H) |
| 2010/11 | UEFA Europa League | Play-offs         | APOEL Nikosia      | 2:1       | 1:0 (H) | 1:1 n. V. (A) |
| 2010/11 | UEFA Europa League | Gruppenphase      | Odense BK          | 3:2       | 2:1 (H) | 1:1 (A)       |
| 2010/11 | UEFA Europa League | Gruppenphase      | BSC Young Boys     | 1:2       | 0:2 (A) | 1:0 (H)       |
| 2010/11 | UEFA Europa League | Gruppenphase      | VfB Stuttgart      | 0:4       | 0:1 (A) | 0:3 (H)       |
| 2019/20 | UEFA Europa League | Gruppenphase      | Trabzonspor        | 2:0       | 1:0 (H) | 1:0 (A)       |
| 2019/20 | UEFA Europa League | Gruppenphase      | FK Krasnodar       | 5:1       | 2:1 (A) | 3:0 (H)       |
| 2019/20 | UEFA Europa League | Gruppenphase      | FC Basel           | 1:3       | 0:1 (A) | 1:2 (H)       |
| 2019/20 | UEFA Europa League | Sechzehntelfinale | Ajax Amsterdam     | 3:2       | 2:0 (H) | 1:2 (A)       |
| 2019/20 | UEFA Europa League | Achtelfinale      | Inter Mailand      | 0:2       | 0:2 (N) | 0:2 (N)       |

Gesamtbilanz: 29 Spiele, 15 Siege, 5 Unentschieden, 9 Niederlagen, 39:30 Tore (Tordifferenz +9)

## Bekannte Trainer
- Quique Sánchez Flores (2004–2005, 2015, 2021–2023)
- Bernd Schuster (2005–2007)
- Michael Laudrup (2007–2008)
- Víctor Muñoz (2008–2011)
- Míchel (2009–2011, 2021)
- Cosmin Contra (2014–2015)
- José Bordalás (2016–2021, seit 2023)

## Bekannte ehemalige Spieler
- Roberto Abbondanzieri (2006–2009)
- David Belenguer (2003–2010)
- Javier Casquero (2006–2012)
- Diego Castro (2011–2015)
- Fabio Celestini (2005–2010)
- Cosmin Contra (2005–2009)
- Mario Cotelo (2003–2009)
- Gheorghe Craioveanu (2002–2006)
- Marc Cucurella (2019–2021)
- Cata Díaz (2007–2012, 2016–2017)
- Jaime Gavilán (2005–2014)
- Esteban Granero (2007–2009)
- Daniel Güiza (2005–2007, 2011–2012)
- Medhi Lacen (2011–2018)
- Pedro León (2009–2010, 2011–2016)
- Nemanja Maksimović (2018–2024)
- Jaime Mata (2018–2024)
- Miku (2010–2012)
- Manu del Moral (2006–2011)
- Veljko Paunović (2005–2006)
- Mariano Pernía (2004–2006)
- Rubén de la Red (2007–2008)
- Alexis Ruano (2006–2007, 2012–2016)
- Pablo Sarabia (2011–2016)
- Roberto Soldado (2008–2010)
- Damián Suárez (2015–2024)

## Aktueller Kader 2024/25
Stand: 3. Mai 2025
| Nr.        | Nat.                    | Name             | Geburtstag | im Verein seit | Vertrag bis |     |
| Tor        | Tor                     | Tor              | Tor        | Tor            | Tor         | Tor |
| ---------- | ----------------------- | ---------------- | ---------- | -------------- | ----------- | --- |
| 01         | Tschechien              | Jiří Letáček     | 09.01.1999 | 2024           | 2028        |     |
| 13         | Spanien                 | David Soria      | 04.04.1993 | 2018           | 2026        |     |
| Abwehr     |                         |                  |            |                |             |     |
| 02         | Togo                    | Djené            | 31.12.1991 | 2017           | 2025        |     |
| 04         | Spanien                 | Juan Berrocal    | 05.02.1999 | 2024           | 2027        |     |
| 12         | Kamerun                 | Allan Nyom       | 10.05.1988 | 2024           | 2025        |     |
| 14         | Spanien                 | Juan Bernat      | 01.03.1993 | 2025           | 2025        |     |
| 15         | Paraguay                | Omar Alderete    | 26.12.1996 | 2022           | 2028        |     |
| 16         | Spanien                 | Diego Rico       | 23.02.1993 | 2023           | 2026        |     |
| 21         | Spanien                 | Juan Iglesias    | 03.07.1998 | 2021           | 2026        |     |
| 22         | Portugal                | Domingos Duarte  | 10.03.1995 | 2022           | 2026        |     |
| Mittelfeld |                         |                  |            |                |             |     |
| 05         | Spanien                 | Luis Milla       | 07.10.1994 | 2022           | 2027        |     |
| 06         | Nigeria                 | Christantus Uche | 19.05.2003 | 2024           | 2028        |     |
| 07         | Spanien                 | Álex Sola        | 09.06.1999 | 2024           | 2027        |     |
| 08         | Uruguay                 | Mauro Arambarri  | 30.09.1995 | 2018           | 2028        |     |
| 11         | Spanien                 | Ramón Terrats    | 18.10.2000 | 2025           | 2025        |     |
| 20         | Spanien                 | Yellu Santiago   | 25.05.2004 | 2024           | 2025        |     |
| Sturm      |                         |                  |            |                |             |     |
| 09         | Spanien                 | Borja Mayoral    | 05.04.1997 | 2022           | 2027        |     |
| 10         | Turkei                  | Bertuğ Yıldırım  | 12.07.2002 | 2024           | 2025        |     |
| 17         | Spanien                 | Carles Pérez     | 16.02.1998 | 2024           | 2025        |     |
| 18         | Uruguay                 | Álvaro Rodríguez | 14.07.2004 | 2024           | 2025        |     |
| 19         | Dominikanische Republik | Peter González   | 25.07.2002 | 2024           | 2028        |     |
| 24         | Spanien                 | Juanmi           | 20.05.1993 | 2025           | 2025        |     |
| 29         | Spanien                 | Coba da Costa    | 26.07.2002 | 2024           | 2026        |     |